# Вапнярка (Раздельнянский район)
Вапня́рка (укр. Вапнярка) — село, относится к Раздельнянскому району Одесской области Украины.
Население по переписи 2001 года составляло 54 человека. Почтовый индекс — 67404. Телефонный код — 4853. Занимает площадь 0,518 км². Код КОАТУУ — 5123983902.

## Местный совет
67410, Одесская обл., Раздельнянский р-н, с. Новоконстантиновка